# Поморавски окръг
Поморавският окръг (на сръбски: Поморавски округ или Pomoravski okrug) е териториална единица, разположена в централната част на Сърбия, с площ от 2614 км2. Населението му към 2011 година е 212 839 души. Негов административен център е град Ягодина.

## Административно деление
Поморавският окръг се дели на шест административни единици:
- Град Ягодина
- Община Деспотовац
- Община Парачин
- Община Рековац
- Община Свилайнац
- Община Чуприя

## Население

### Етнически състав
| Народност | 2002    | 2002    |
| --------- | ------- | ------- |
| Сърби     | 218 454 | 96,05 % |
| Власи     | 2049    | 0,90 %  |
| Цигани    | 1591    | 0,70 %  |
| Общо      | 227 435 | 100 %   |

## Икономика
В района функционират няколко фабрики, сред които е заводът за производство на бира „Ягодина“.